# Distillation destructive

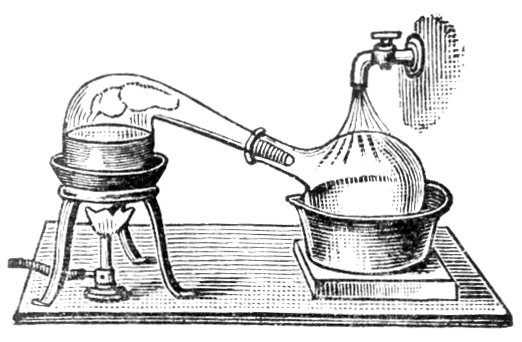
De nombreuses premières expériences utilisaient des cornues pour la distillation destructive.

La distillation destructive est un processus chimique dans lequel la décomposition du matériau non traité est obtenue en chauffant le matériel à une température élevée. Le terme s'applique généralement au traitement de matières organiques en l'absence d'air ou en présence de quantités limitées d'oxygène ou d'autres réactifs, catalyseurs ou solvants, tels que la vapeur ou les phénols. C'est une application de la pyrolyse. Le processus décompose ou « fissure » les grosses molécules. Le coke, le gaz de houille, carbone gazeux, le goudron de houille, la liqueur d'ammoniac et l'huile de houille sont des exemples de produits commerciaux historiquement produits par la distillation destructive du charbon.
La distillation destructive d'une matière première inorganique particulière ne produit généralement qu'une petite gamme de produits, mais la distillation destructive de nombreuses matières organiques produit généralement de très nombreux composés, souvent des centaines, bien que tous les produits d'un procédé particulier n'aient pas une importance commerciale. Les distillats ont généralement un poids moléculaire inférieur. Cependant, certaines fractions polymérisent ou condensent de petites molécules en molécules plus grosses, y compris des substances goudronneuses thermostables et des chars. Le craquage des charges d'alimentation en composés liquides et volatils, et la polymérisation, ou la formation de charbons et de solides, peuvent tous deux se produire dans le même procédé, et n'importe quelle classe de produits peut présenter un intérêt commercial.
Actuellement, la principale application industrielle de la distillation destructive est la formation de charbon,.
Historiquement, le processus de distillation destructive et d'autres formes de pyrolyse ont conduit à la découverte de nombreux composés chimiques ou à la résolution de leurs structures, avant que les chimistes organiques contemporains n'aient développé les processus pour synthétiser ou étudier spécifiquement les molécules mères. C'est surtout dans les premiers jours que l'étude des produits de la distillation destructive, comme ceux d'autres processus destructeurs, a joué un rôle en permettant aux chimistes de déduire la nature chimique de nombreux matériaux naturels. Des exemples bien connus incluent la déduction des structures des pyranoses et des furanoses.

## Processus
Le processus de pyrolyse peut être effectué dans un appareil de distillation (cornue) pour former les produits volatils à collecter. La masse du produit ne représentera qu'une partie de la masse de la matière première, car une grande partie de la matière reste sous forme de charbon, de cendres et de goudrons non volatils. En revanche, la combustion consomme la majeure partie de la matière organique, et le poids net des produits équivaut à peu près à la même masse que le combustible et le comburant consommés.
La distillation destructive et les processus associés sont en effet les descendants industriels modernes de l'artisanat traditionnel de la combustion du charbon de bois. En tant que tels, ils ont une importance industrielle dans de nombreuses régions, comme la Scandinavie. Les processus modernes sont sophistiqués et nécessitent une ingénierie minutieuse pour produire les produits les plus précieux possibles à partir des matières premières disponibles,.

## Applications
- La distillation destructive du bois produit des centaines de composés, dont du goudron, des terpènes, de la térébenthine et du méthanol, ainsi qu'un résidu solide de charbon de bois[7],[8].
- La distillation destructive d'une tonne de charbon peut produire 700 kg de coke, 100 litres d ' ammoniaque, 50 litres de goudron de houille et 400 m 3 de gaz de houille.
- La distillation destructive est une méthode de plus en plus prometteuse pour recycler les monomères dérivés des déchets de polymères.
- La distillation destructive du caoutchouc naturel a abouti à la découverte de l'isoprène qui a conduit à la création de caoutchoucs synthétiques comme le néoprène[9].